# Isa TKM
Isa TKM («Isa te kiero mucho  [sic]») es una telenovela venezolana creada por la dramaturga Mariela Romero, dirigida por Arturo Manuitt y producida por Nickelodeon Latinoamérica y Sony Pictures Television, cuya secuela es Isa TK+ («Isa te kiero más  [sic]»). Estrenada en 2008, marcó un hito como la primera serie hecha en formato de telenovela por un canal de televisión infantil por suscripción en América Latina, y como la primera de este tipo en ser realizada por Nickelodeon. Su historia se centra en Isabella «Isa» Pasquali (María Gabriela de Faría), una adolescente que debe afrontar varios conflictos en su vida personal, relacionados con el primer amor, el primer beso romántico, rivalidades en el colegio y la búsqueda tardía de un origen parental, puesto que en cierto punto descubre que en realidad es adoptada. Conforme se desarrolla el argumento, Isa empieza desempeñarse como cantante, lo que motiva a que sus aventuras se trasladen a un colegio de artes en la segunda parte.
La primera temporada se emitió entre el 29 de septiembre de 2008 y el 5 de marzo de 2009, mientras que la segunda (también referida como un spin-off) se estrenó entre el 28 de septiembre de 2009 y el 26 de marzo de 2010. La emisión original abarcó a más de veintidós países simultáneamente y subsecuentemente la serie fue vendida a canales de televisión en más de cincuenta países. Su éxito dio pie a la denominada «Isamanía», lo que también suscitó un espectáculo en vivo basado en la serie, el lanzamiento de bandas sonoras y una franquicia multiplataforma, además de originar la proliferación del formato de telenovela juvenil para el canal Nickelodeon. Después de Isa TK+, el reparto mencionó la posibilidad de una tercera parte y de una película, las cuales no tuvieron lugar. Sin embargo, le siguieron series como Sueña Conmigo (2010), Grachi (2011), Miss XV (2012) y Yo soy Franky (2015).

## Argumento

### Isa TKM
La historia se centra en Isabella «Isa» Pasquali, una adolescente de catorce años que estudia en el Colegio Educativo Integral y pertenece a una familia adoptiva de clase media. Criada como hija biológica de Antonio y Carmina Pasquali, un matrimonio que maneja una pizzería como negocio familiar y que tiene dos hijos más, Isa se caracteriza por meterse en problemas regularmente. Su interés amoroso es Alejandro «Alex» Ruiz, un compañero de colegio y vecino de edificio que lidera una banda de rock aficionada en la cual aspira a ganar un anticipado festival de música. No obstante, los deseos de aproximarse a él son obstaculizadas por su novia, Cristina Ricalde, quien lo cela encarecidamente y empieza una serie de sabotajes en contra de la protagonista con la ayuda de sus secuaces Vanessa y Ruby. A la larga, Isa logra integrarse a la banda de Alex como vocalista y ambos comienzan estar más cerca el uno del otro. En el plano secundario se encuentran las relaciones de los personajes cercanos a la protagonista, como la de Linda Luna —la mejor amiga de Isa— con Reinaldo «Rey» Galán, o de la hermana mayor de Isa, Marina Pasquali, cuyo matrimonio con Cristóbal Silva sufre de los insidios de la madre y la exnovia de este.
En cierto punto de la historia, Isa descubre que en realidad fue adoptada al nacer y que sus padres biológicos son Julio Silva y Jenifer Contreras, profesores del instituto al que asiste. Asimismo, la serie muestra la influencia que tienen los adultos sobre los personajes jóvenes, tratando temas como la depresión, el alcoholismo y los problemas económicos. Otro tema recurrente en el argumento es la búsqueda de Isa por su primer beso con Alex, el cual tiene lugar en el último episodio.

### Isa TK+
Isa, convertida en una cantante de pop famosa, comienza sus estudios en el extranjero junto con Linda, como nuevas alumnas del prestigioso Colegio Bravo, el cual se dedica a formar jóvenes artistas. Esto origina un conflicto entre ella y Alex, quien encuentra sus propios medios para seguirla y conseguir un cupo en el instituto. Rey, quien también quiere reencontrarse con Linda, arriba al mismo colegio para perseguir su meta de ser actor. Una vez reunidos, los protagonistas inician nuevas relaciones con otros estudiantes, incluyendo a Sebastián Lorenzo, un devoto fan de Isa que se enamora de ella a primera vista, y Catalina Bernabéu, quien conspira secretamente para causar problemas en la relación de la pareja principal. Dentro de este nuevo ámbito también se enfrentan a la extrema prohibición de las relaciones amorosas, definida bajo la regla NNNB: «Nada de novios, nada de besitos». También comienza a haber inconveninetes con el interés de los medios de comunicación sobre Isa, lo cual añade más problemas a la relación de esta con la administradora del colegio, Violeta Marindo.
Con el tiempo, se revela que Catalina siempre estuvo en contacto con Cristina Ricalde, quien es reintroducida durante un corto periodo de la serie. Isa también comienza a tener problemas con su compañía discográfica de siempre, a la cual renuncia en cierto punto de la historia, tras darse cuenta de que esta ya no le brindaría apoyo a los estudios de Linda. Al firmar un contrato con el empresario Álvaro Lorenzo —el malintencionado padre de Sebastián—, la carrera musical de Isa comienza un declive, mientras que su relación con Alex atraviesa diversas dificultades que incluyen las maldades de Catalina y los celos de este hacia Sebastián.

## Producción

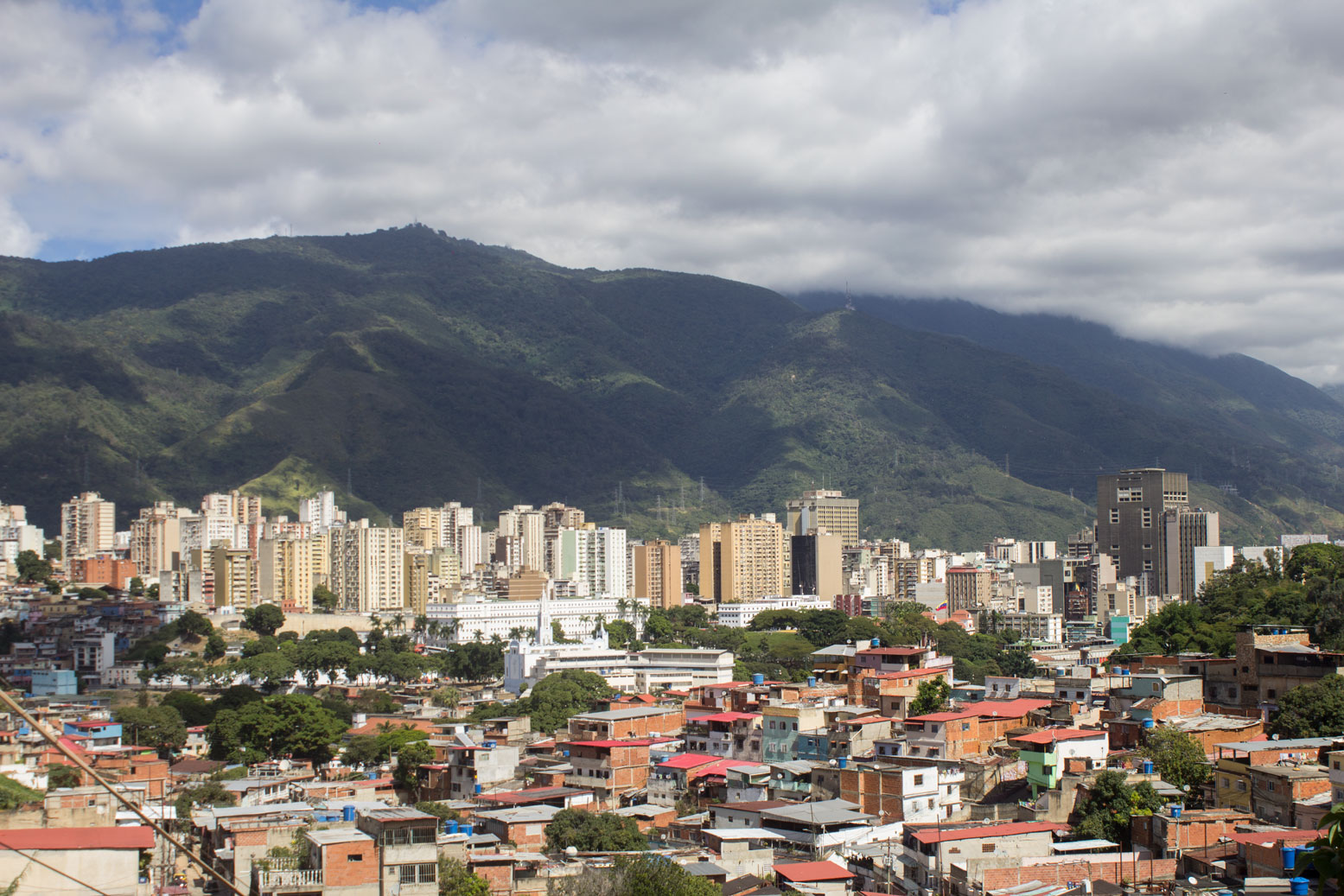
Vista de la ciudad de Caracas (Venezuela), donde se grabó Isa TKM.

Isa TKM, anunciada en mayo de 2008, fue el producto de una alianza entre Nickelodeon Latinoamérica y Sony Pictures Television International. Nickelodeon ya se había aventurado en la producción de series de imagen real con Skimo en 2006, y este nuevo emprendimiento marcaría un hito en su historia como el primero en formato de telenovela, además de ser el primero de este tipo en provenir de un canal infantil por suscripción en América Latina. Dentro de estos planes también se contempló doblarla al portugués para su emisión en Nickelodeon Brasil, puesto que fue creada específicamente para el público latinoamericano. Tatiana Rodríguez, vicepresidenta de programación y estrategia creativa de Nickelodeon Latinoamérica, explicó la razón por la que el canal decidió incursionar en este formato: «Necesitábamos tener enganchada a la audiencia de lunes a viernes en un horario específico, con un espacio que además se pudiera utilizar para promocionar otros contenidos relevantes del canal. En Nickelodeon Latinoamérica no lo teníamos, y lo logramos con Isa TKM». La idea empezó a desarrollarse luego de un viaje hecho por ejecutivos de Nickelodeon a Venezuela, donde notaron las de facilidades de producir una «lata» en ese país. En esta alianza, la serie sería una propiedad de Sony, por lo cual los negocios de distribución y beneficios de venta recaerían principalmente en esta productora, mientras que Nickelodeon obtendría primero los derechos de transmisión en la región latinoamericana.
Los representantes de Sony se pusieron en contacto con la dramaturga venezolana Mariela Romero para que creara la serie bajo requerimientos específicos, como que careciera de violencia. Romero había escrito la telenovela Dulce ilusión en 1993, la cual incorporaba dibujos animados. La idea inicial de Sony era que su coproducción con Nickelodeon estuviera basada en esta telenovela, pero, tras conversar a profundidad con la autora, se decidió que el argumento debía tener un componente musical, de lo cual surgió Isa TKM, en la que un grupo de adolescentes quiere triunfar en un festival de música. Romero escribió una historia sobre los diversos problemas que afloran durante la pubertad, tales como las inseguridades, los conflictos con los padres y los «pequeños complejos» que caracterizan a esta etapa. Otra de sus telenovelas, Alba Marina, también le proporcionó ideas, al igual que sus propios años de adolescente. La autora se inspiró en sus nietos y en los hijos de sus amigas para esta faceta, e incluso ideó varias de las expresiones que dicen los personajes.
Para conformar el reparto se organizaron jornadas de audiciones en la ciudad de Caracas, a las que asistieron más de cinco mil personas. La actriz María Gabriela de Faría asistió en el último día por insistencias de su novio de aquel entonces, Reinaldo Zavarce, y se sometió a una prueba de canto, baile y actuación. Fue así que obtuvo el rol principal, Isabella «Isa» Pasquali, y el tener que grabar canciones como este personaje significó su primera experiencia en el canto. Zavarce, quien hizo su prueba con una guitarra, obtuvo el papel de Alejandro «Alex» Ruiz. En el caso de los antagónicos, Reinaldo «Rey» Galán y Cristina Ricalde, se siguió el mismo proceso. La actriz Milena Torres, quien era diez años mayor que el personaje de Cristina, hizo cinco audiciones antes de ser escogida para este papel. Micaela Castelotti fue la única adición al reparto principal que no era de nacionalidad venezolana; tras su eliminación de un programa de telerrealidad en Argentina, recibió un llamado de Sony para hacer la prueba de canto y actuación por la que obtuvo al personaje de Linda Luna, tras lo cual tuvo que mudarse a Venezuela. Dentro del reparto secundario se escogió a actores de larga trayectoria en la televisión venezolana; entre ellos, Francis Romero como Severa Rigores, Dad Dáger como Estela Ruiz y Javier Valcárcel como Julio Silva. Las grabaciones se llevaron a cabo en Caracas desde de agosto de 2008, con Freddy Salvador Hernández y José Luis Durán como guionistas, bajo la dirección de Arturo Manuitt y con facilidades de producción brindadas por Cinemat. A los actores se les estipuló el uso del español neutro y evitar localismos venezolanos como «chamo» y «pana» en sus diálogos, aunque estos llegaron a colarse en algunas escenas. Inicialmente se contempló que la serie tendría 75 episodios, pero en vista de los resultados positivos en su emisión, se decidió alargarla hasta los 105. Fue así como las grabaciones se extendieron hasta el 28 de febrero de 2009.
Nickelodeon utilizó el concepto del márquetin cellejero para promocionar el estreno de la serie en América Latina. En Argentina, una camioneta personalizada con imágenes del programa recorrió la ciudad de Buenos Aires y se repartieron botones y folletos con su logotipo. También se realizó una proyección del primer episodio en los cines Village ante 150 asistentes. El alcance estimado de esta promoción fue de cuatro mil personas en toda la ciudad. Ejecutivos de Nickelodeon, Sony y Cinemat realizaron una rueda de prensa junto al reparto de la serie en Caracas, donde también se emitió el primer episodio ante varios anunciantes y distribuidores. Mariela Romero y ejecutivos de Sony también estuvieron en un evento de proyección similar en México. La agencia de diseño gráfico Totuma realizó el videoclip de «Ven a bailar» (el tema principal de la serie) con una mezcla de animación e imágenes reales, el cual gozó de una amplia rotación en el canal MTV Latinoamérica para apoyar la promoción. Para su estreno en Estados Unidos en junio de 2009, MTV Tr3s se alió con la compañía publicitaria EYE para promover la serie en centros comerciales alrededor de Nueva York, Los Ángeles y Phoenix. Cuando Isa TKM llegó a Brasil, Viacom (la empresa dueña de Nickelodeon) se asoció con la agencia de publicidad W3haus para difundir la serie ampliamente a través medios impresos y sitios web, con elementos como banners y tests de personalidad basados en los personajes.

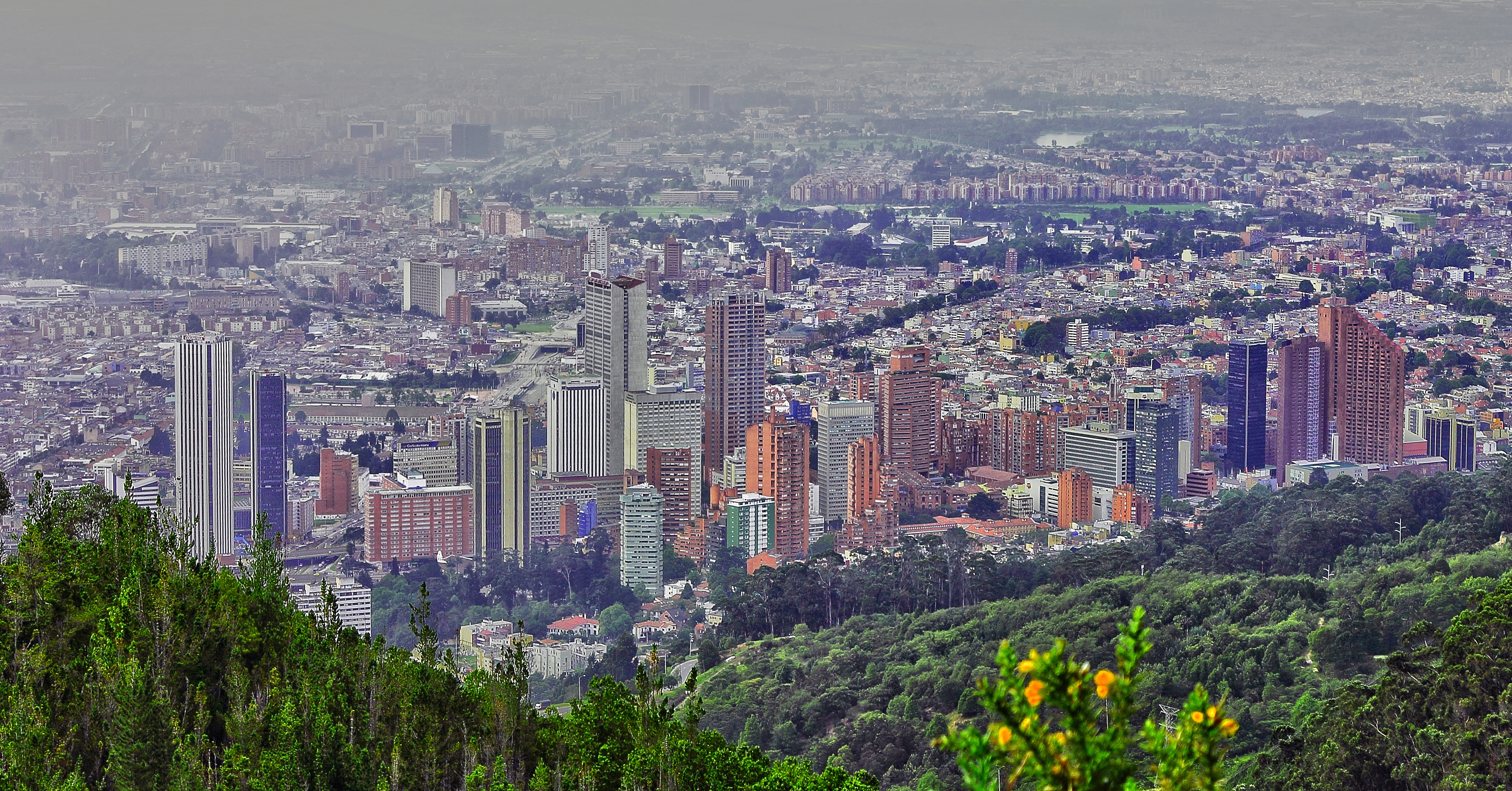
Bogotá, Colombia, donde se grabó Isa TK+.

Tras el éxito de Isa TKM, Nickelodeon y Sony anunciaron la producción de una secuela, titulada Isa TK+, en la que se involucró la compañía Teleset S.A. (parte de Sony en un 50 % en aquel entonces). Nuevamente se realizaron audiciones para la selección de nuevos personajes, mientras que solo se mantuvo el reparto principal de la primera parte. Las grabaciones se realizaron en Bogotá, Colombia; según Rodríguez, este cambio se debió a que Nickelodeon Latinoamérica quería seguir diversificando sus producciones. Las locaciones de grabación principales fueron el Colegio Teresiano de Bogotá y los estudios de Teleset. Arturo Manuitt volvió como director, labor que compartió con el argentino Pablo Garro, mientras que Julio César Mármol Júnior, Gino Berríos y Daniel González se encargaban de redactar los guiones. El nuevo reparto incluía al mexicano Ricardo Abarca como Sebastián Lorenzo, y las colombianas Carolina Gaitán como Catalina Bernabéu y Yaneth Waldman como Violeta Marindo. Mariela Romero no estuvo involucrada en el proyecto, pero durante los créditos iniciales aparece su atribución como autora de la historia de la cual deriva Isa TK+. Esta secuela tuvo su evento de premier en Bogotá el 25 de septiembre de 2009 (cuatro días antes de su estreno por televisión), donde estuvo gran parte de su reparto y miembros del equipo ejecutivo y de producción.

## Reparto

### Principales
- María Gabriela de Faría como Isabella «Isa» Pasquali, una adolescente fantasiosa cuyo mayor sueño es «ser feliz».[64] Suele meterse en problemas por consecuencia de su torpeza y las mentiras que dice, aunque estas provengan de una buena intención.[42][59] A lo largo de la serie se desarrolla como una cantante de pop y sufre un cambio drástico de responsabilidades.[8][65]
- Reinaldo Zavarce como Alejandro «Alex» Ruíz, un joven músico y compositor con una personalidad reservada y tímida.[65] Es el interés romántico de Isa pero sus propios sentimientos hacia a ella tardan en afirmarse. Posee una banda de rock con la que sueña triunfar algún día.
- Milena Torres como Cristina «Cristarántula» Ricalde, una chica millonaria, controladora y caprichosa. Es la rival de Isa e insiste en frustrarle cada uno de sus planes, en especial para mantenerla separada de Alex y así tenerlo para sí misma.[66] En Isa TK+, su ocupación es ser una supermodelo, un sueño que no desarrolló en la primera parte.[64][65]
- Micaela Castelotti como Linda Luna, la mejor amiga de Isa; una chica enérgica y espontánea que está enamorada de Rey, a quien le demuestra una fuerte lealtad. Pese a su sobrepeso, es una ávida bailarina y animadora, y además posee talento para el canto.[20][65]
- Willy Martin como Reinaldo «Rey» Galán, un chico con una imagen inspirada en James Dean y Elvis Presley.[47] Su obsesiva vanidad la refleja en su característico «copete» pelirrojo, el cual insiste en peinar constantemente.[67][68] Su aspiración inicial es ser músico, pero en Isa TK+ se enfoca mayormente en la actuación.[65]
- Ricardo Abarca como Sebastián «Sebas» Lorenzo, otro músico introducido en Isa TK+, fanático enamorado de Isa y eventual rival de Alex, aunque sus personalidades comparten aspectos en común.[28][65]
- Carolina Gaitán como Catalina «Cata» Bernabéu, la villana en Isa TK+; solía ser una estrella de los comerciales infantiles y tiene una relación complicada con su madre, de quien vive muy distanciada.[28] Su objetivo principal es separar a Isa de Alex dentro de una alianza que mantiene con Cristina, pero finalmente decide que lo quiere para sí misma.[31]

### Secundarios
En Isa TKM:
- Javier Valcárcel como Julio Silva, el dueño de una tienda de discos y profesor de música. Insiste en reencontrarse con su amor de la juventud, Jenifer, con quien tuvo una hija que jamás conoció.[69] Esta resulta ser Isa.[23]
- Dad Dáger como Estela Ruíz, la madre de Alex; viuda y soltera, quisiera tener una relación con Julio, pero este no le es recíproco. Es una madre amorosa pero sus problemas personales derivan en el abuso del alcohol.[70][71] Su rol resulta crucial en el descubrimiento del origen parental de Isa.[72]
- Manuel Colmenares como Miguel «Micky» Silva, el mejor amigo de Alex y bajista de su banda.[20]
- Ever Bastidas como Carlitos Brillante, el mejor amigo de Isa y Linda. Es muy inteligente e insiste en usar la lógica para todo, aunque a menudo su opinión se encuentra minimizada por la de sus amigas.[73]
- Francis Romero como Severa Rigores, la directora del colegio. Mantiene un romance clandestino con el profesor Olimpo Carreras (José Ángel Ávila).[70]
- Samantha Méndez y Mayra Méndez como las chismosas gemelas Justa y Norma.[74][75]
- Sabrina Seara como Marina Pasquali, la hermana mayor de Isa. Tiene un complicado romance con Cristóbal.
- Donny Murati como Cristóbal Silva, un joven pianista que, tras una tormentosa relación con Rebeca, se enamora de Marina.
- Candy Montesinos como Rebeca Ricalde, la hermana mayor de Cristina; igual de mala y caprichosa.[76]
- Verónica Cortéz como Lucrecia Portacarreros, la excéntrica y codiciosa madre de Cristóbal.[77]
- Orlando Hernández como Antonio Pasquali, el padre adoptivo de Isa; amoroso padre de familia de ascendencia italiana.[78]
- Liliana Meléndez como Carmina Pasquali, la madre adoptiva de Isa, mano derecha de su esposo en la pizzería Pasquali. Alguna vez trabajó como enfermera, y fue así como conoció a la bebé que terminaría adoptando.[79]
- Everson Ruiz como Dago Julián, un famoso DJ que llega al colegio para presentar el Festival de bandas.[80] Se enamora de Isa y se convierte en rival de Alex.[81]
- María Antonieta Castillo como Jenifer Contreras, la madre biológica de Isa y antiguo amor de Julio.[69][82] Al convertirse en madre demasiado joven, sus padres la forzaron a dar a su bebé en adopción.[83]
- Oscar Cabreras como Raúl Clavatti, un representante de la compañía discográfica de Isa que se enamora de Marina y causa celos en Cristóbal.
- José Antonio Barrios como Ricardo Ricalde, el padre de Crisitina y Rebecca; un bancario millonario que es demasiado complaciente con hijas.[78]
- Jefferson Brizgh como Marco «Marquito» Pasquali, el travieso e irreverente hermano de Isa. Es el «baterista estrella» de la banda de Alex.[20]
- Marina Hernández como Rocío, la mejor amiga de Marco, aunque la relación de ambos se acerca más al romance pueril.[78]
- Aníbal Santiago Kabbabe y Jhostin Jiménez como Kiko y Junior, los integrantes de la banda de Rey.[84]
- Virginia Gómez y Nathalie Guerrero como Vanessa y Ruby, las obedientes amigas de Cristina que actúan como sus cómplices en todos sus sabotajes, llamadas «gatas amaestradas» por Isa y Linda.[73]

En Isa TK+:
- Gabriela Cortés como Jessica Chen, la mejor amiga de Catalina y a veces cómplice en sus maldades. Presume de tener un «sexto sentido» y saber artes marciales.[85]
- Juan Sebastián Quintero como Javier Mooner, un bailarín de break dance que se enamora de Linda. Por consecuencia, es el rival de Rey.[85]
- Diana Neira como Sandra «Sandy» Centeno, una aspirante a actriz que se enamora de Rey. Tiene una extensa colección de pelucas de colores y se caracteriza por siempre usar alguna.[85]
- Yaneth Waldman como Violeta Marindo, la estricta y excéntrica directora del Colegio Bravo; los estudiantes la llaman «la Tamarindo».[28]
- Vanessa Blandón como Natalia «Naty» Tarazona, una muchacha tímida y reservada que al principio está enamorada de Sebastián.
- Natalia Reyes como Fabiana Medina, la mejor amiga de Natalia y compañera de habitación de Isa y Linda. Aspira a convertirse en modelo.
- Anderson Otalvaro como Fernando Jiménez, un estudiante de fotografía que entra en una relación con Fabiana.
- Viviana Pulido como Ágata Montenegro, la obediente y gótica asistente de la directora Marindo.
- Sebastián Vega como Enrique «Kike» Toro, el «cerebrito» del colegio y mejor amigo de Alex.
- Mike Moreno como Mateo Flores, un niño que maneja un club de fanáticos de Isa dentro del Colegio Bravo.
- Salomé Quintero como Marisol, otra fan de Isa que ayuda a mateo con su club, en parte porque mantiene un enamoramiento secreto hacia él.[85]
- Juan Carlos Messier como Andrés «Andy» Roca, el segundo director del Colegio Bravo; mucho más justo y comprensivo con sus estudiantes.
- Mauro Urquijo como Álvaro Lorenzo, el dueño una compañía discográfica que ha rivalizado con la de Isa. Su objetivo es hacer que esta abandone a su sello actual para que firme un contrato exclusivo con él. Es el padre de Sebastián.
- Kika Pérez como Zafiro, la siempre estresada representante de Isa.
- Adriana Silva como la profesora Cecilia; instructura de baile del Colegio Bravo que es una inspiración para Linda.
- Jean Carlos Posada y Linda Carreño como Abelardo y Camila Flores, un matrimonio que trabaja como obreros en el Colegio Bravo. Son los padres de Mateo.
- Julio Sánchez Coccaro como el profesor Francisco, instructor de artes escénicas.
- Santiago Ramundo como Luca Grossi, un personaje de la serie Sueña conmigo que hace un cruce de ficciones en el capítulo final de la serie como un primo de Linda.

## Emisión
Isa TKM e Isa TK+ se emitieron a través del canal Nickelodeon Latinoamérica entre finales de septiembre de 2008 y finales de marzo de 2010, dentro del horario estelar. En medio de cada temporada, coincidiendo con las vacaciones de Navidad y Año Nuevo, la emisión se interrumpia para reanudarse durante la primera semana de enero. Nickelodeon dirigió esta emisión a más de veinte países de Latinoamérica de manera simultánea y también presentó la serie dentro de su versión española, italiana, brasileña e israelí. También fue distribuida en otros cincuenta canales de televisión alrededor del mundo, entre ellos: Televen en Venezuela, RCN en Colombia, Telefe en Argentina, Ecuavisa en Ecuador, Trecevisión en Guatemala, TVN en Panamá, Unitel en Bolivia, Sony Entertainment Television en España, Canal 5 en México, MTV Tr3s en Estados Unidos, Rede Bandeirantes en Brasil, Boing en Italia y Pop Brio/Kanal A en Eslovenia.
| Serie | Serie   | Episodios | Episodios          | Emisión original         | Emisión original        |
| Serie | Serie   | Episodios | Episodios          | Estreno                  | Final                   |
| ----- | ------- | --------- | ------------------ | ------------------------ | ----------------------- |
|       | Isa TKM | 105       | 50                 | 29 de septiembre de 2008 | 19 de diciembre de 2008 |
| 55    | Isa TKM | 105       | 5 de enero de 2009 | 20 de marzo de 2009      |                         |
|       | Isa TK+ | 120       | 60                 | 28 de septiembre de 2009 | 18 de diciembre de 2009 |
| 60    | Isa TK+ | 120       | 4 de enero de 2010 | 26 de marzo de 2010      |                         |

## Derivados

### Bandas sonoras
La banda sonora de Isa TKM fue compuesta por Pablo Durand y Fernando López-Rossi —autores de temas en otras series del mismo tipo, como Casi ángeles y Lola, érase una vez—, e interpretada por el reparto principal de la serie como sus respectivos personajes, a excepción de Willy Martin, quien fue suplido por Dennis Smith en la canción «Nada puede más». Las once canciones compuestas por Durand y López-Rossi se reunieron en un álbum homónimo que Sony Music comercializó en países hispanos desde febrero de 2009. Dos de estas, «Ven a bailar» y «Vamos a vivir», cuentan con sus propios videoclips que mezclan animación con imagen real y que funcionaron como herramienta promocional. El álbum vendió más de 140 mil copias y fue certificado con disco de platino en Venezuela y Colombia, mientras que en Brasil obtuvo el disco de oro durante la presentación de los cinco protagonistas en los Meus Prêmios Nick de 2009. También figuró como el disco más vendido en México, en el top 10 de ventas en Argentina y en el top 3 de Paraguay. Jon Caramanica de The New York Times lo describió como «azucarado», con elementos que «te recuerdan la historia del pop prefabricado, desde The Monkees hasta Britney Spears».
La banda sonora de Isa TK+, Sigo al corazón, contiene dieciséis canciones (también compuestas por Durand y López-Rossi) y fue publicada en noviembre de 2009 a través de Sony Music. En ella participan Carolina Gaitán y Ricardo Abarca, quienes representaron a nuevos personajes en esta secuela. Su desempeño comercial fue menor que el de su predecesor; en México llegó al puesto 8 en la lista de ventas, donde figuró por dieciséis semanas, mientras que en Brasil obtuvo la certificación de disco de oro por la Asociación Brasileña de Productores de Discos (ABPD). También se produjeron videoclips para tres de sus canciones: «Sigo al corazón», «Tengo tu amor» y «Soy el primero». Sony compartía los beneficios económicos de estas bandas sonoras con Nickelodeon, por ser ambas el producto de una propiedad hecha en coproducción.
Las canciones que figuran en estas bandas sonoras son:
| Isa TKM |                       |                |          |  |
| N.º     | Título                | Intérpretes    | Duración |  |
| 1.      | «Ven a bailar»        | Grupal         |          |  |
| 2.      | «Vamos a vivir»       | Grupal         |          |  |
| 3.      | «Ella tiene un amor»  | Linda          |          |  |
| 4.      | «Nada puede más»      | Linda y Rey    |          |  |
| 5.      | «Y abrir los ojos»    | Alex           |          |  |
| 6.      | «Debía ser amor»      | Isa            |          |  |
| 7.      | «La princesa»         | Cristina       |          |  |
| 8.      | «Yo digo»             | Isa y Cristina |          |  |
| 9.      | «Amigas como tú»      | Isa y Linda    |          |  |
| 10.     | «Para mí»             | Isa y Alex     |          |  |
| 11.     | «Te habla mi corazón» | Isa y Alex     |          |  |

| Isa TK+: Sigo al corazón |                                 |                  |          |  |
| N.º                      | Título                          | Intérpretes      | Duración |  |
| 1.                       | «Sigo al corazón»               | Grupal           |          |  |
| 2.                       | «Tengo tu amor»                 | Isa              |          |  |
| 3.                       | «Cuando me siento sola»         | Isa y Linda      |          |  |
| 4.                       | «Rock and Roll»                 | Alex             |          |  |
| 5.                       | «Todo el mundo a bailar»        | Grupal           |          |  |
| 6.                       | «Te regalo mi amor»             | Linda y Rey      |          |  |
| 7.                       | «Por tu amor»                   | Sebastián        |          |  |
| 8.                       | «Si te veo una vez más»         | Cristina         |          |  |
| 9.                       | «Vamos a meternos en problemas» | Grupal           |          |  |
| 10.                      | «Amigas para siempre»           | Catalina         |          |  |
| 11.                      | «Deste que te vi»               | Sebastián        |          |  |
| 12.                      | «Un poquito mala»               | Isa              |          |  |
| 13.                      | «Creo que debo partir»          | Linda            |          |  |
| 14.                      | «Soy el primero»                | Alex y Sebastián |          |  |
| 15.                      | «Como era antes»                | Isa              |          |  |
| 16.                      | «Bravo»                         | Grupal           |          |  |

### Espectáculo musical
En abril de 2009 se anunció el espectáculo musical Ven a bailar, para el cual el reparto principal de la serie conformó el grupo Isa TKM. Con una historia y puesta en escena reminiscentes del programa de televisión, el espectáculo presentaba a Maria Gabriela de Faría, Reinaldo Zavarce, Milena Torres, Micaela Castelotti y Willy Martin como sus respectivos personajes en segmentos que combinaban música y actuación, con la inclusión de coreografías compuestas por Luisa Pacheco, bailarines de apoyo y partes que requerían la participación de la audiencia. La primera presentación se realizó en el anfiteatro del Centro Sambil de Caracas (Venezuela), y continuó en ciudades como Valencia, Barquisimeto y Puerto Ordaz. Más tarde llegó a países como Perú, Colombia, Panamá, México y Brasil. El grupo también se presentó en la entrega de los Meus Prêmios Nick 2009 en São Paulo (Brasil) y en el Evento Planeta de 2010 en Guadalajara (México). Asimismo, realizaron numerosas firmas de autógrafos en apoyo a la promoción del álbum de la serie. Con el lanzamiento de Isa TK+ y su banda sonora, el espectáculo se modificó de acuerdo a esta etapa y contó con Ricardo Abarca durante su promoción en México.
En 2011 se llevó a cabo la gira musical Isa Forever, encabezada por De Faría, Zavarce y la banda Panorama Express. Con un estilo más orientado al rock y temas de las dos bandas sonoras, este fue el último proyecto de los actores con relación a la serie antes de que continuaran formalmente con otros proyectos. Su última presentación se realizó el 16 de abril de 2011 en Río de Janeiro.

### Franquicia
Isa TKM se manejó bajo la convicción de Tatiana Rodríguez de crear propiedades con el concepto de la mercadotecnia 360°, lo que se valía de diferentes plataformas que ofrecían alternativas de interacción para la audiencia. Parte de esto fue la dinámica «Carlitos SMS», en la que el personaje de Ever Bastidas, Carlitos Brillante, protagonizaba clips donde descifraba mensajes de texto codificados que enviaban los televidentes. El uso de los personajes también se amplió en sitios web como Facebook y Myspace, y a través de contenido descargable personalizado, como tonos para celular, fondos de pantalla y vídeos. Se diseñó un blog donde se publicaban entradas escritas desde la perspectiva de los personajes, que permitía comentarios de usuarios y se actualizaba periódicamente durante la emisión de la serie. Asimismo, se lanzó un micrositio dentro de la plataforma oficial de Nickelodeon Latinoamérica (Mundonick.com), en el que había diversas secciones relacionadas con el programa, como actividades de creación en línea y una guía de episodios. También se desarrolló un videojuego de navegador llamado Laberinto de amor, en el que Isa debía evitar diferentes obstáculos para recolectar todos los ítems y así pasar de nivel. Por otro lado, se crearon diversos productos de consumo con imágenes de la serie, entre los cuales se incluye perfumes, cuadernos y álbumes de cromos.
Continuando con la estrategia de 360°, Isa TK+ inspiró un sitio web que emulaba las funciones de una red social, llamado GuaridaAzul.com, que en la serie es un lugar del Colegio Bravo donde los estudiantes poseen libertad de expresión. En este entorno digital se le permitía al usuario la subida de fotos y vídeos, responder preguntas y hacerse amigos de los personajes de la serie u otros miembros registrados, todo bajo un estricto monitoreo de la desarrolladora Looppa para evitar contenido inapropiado. Este además se mantenía actualizado con los eventos ocurridos en los episodios. Los beneficios reportados de esta red social fueron de medio millón de contenidos generados, tales como comentarios y fotos, en una base de más de 250 mil usuarios, más un conteo de dos millones de visitas y 32 millones de páginas visualizadas a lo largo de seis meses. También tuvo una versión en portugués, llamada Toca Azul, que también logró altos niveles de interacción y contaba con ocho mil usuarios registrados hasta septiembre de 2010. Estos sitios ya no se encuentran activos en la red.

## Recepción

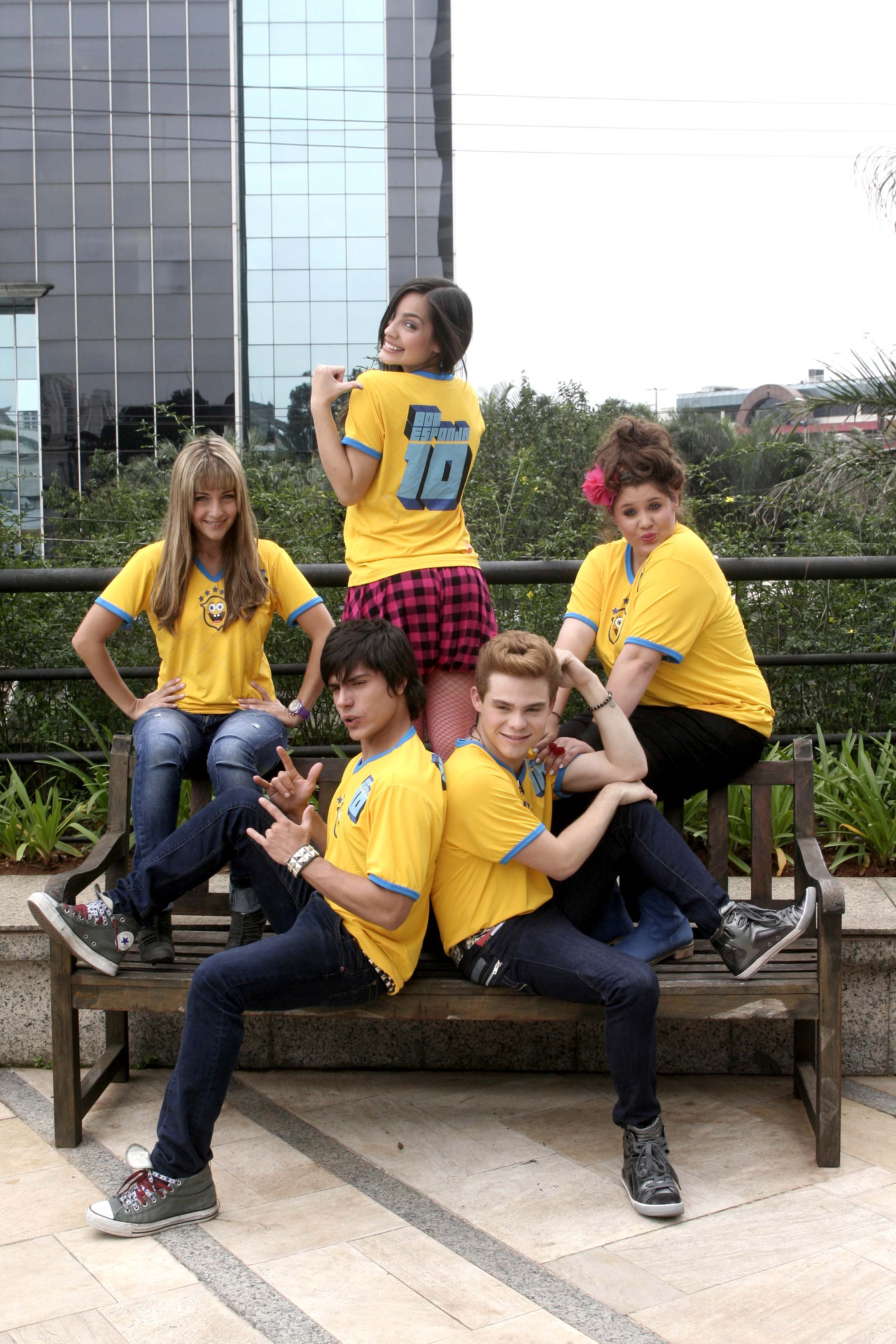
El reparto de la serie de visita en São Paulo (Brasil) en 2009.

La serie tuvo buenos resultados desde su estreno a finales de septiembre de 2008. En los meses posteriores tuvo un crecimiento significativo en sus puntos de audiencia, principalmente en México, Colombia y Venezuela. Sus primeros quince episodios marcaron 3.63 puntos de audiencia en el medidor de Ibope Media, lo que posicionó a Nickelodeon Latinoamérica como el canal número uno entre niños y adolescentes de 7 a 14 años en México. En ese país, Isa TKM fue el programa número uno en la televisión de paga entre niños de 7 a 14 años, y el número dos entre niños de 4 a 7 años, récord que mantuvo por al menos cuatro meses. En Argentina sus resultados fueron similares, como el programa número uno entre niños de 12 a 17 años. Sus contenidos digitales también representaron el 80 % de los beneficios de Nickelodeon durante ese tiempo, con 44 mil unidades descargadas desde su sitio web y desde teléfonos móviles, superando a otros personajes importantes del canal, como Bob Esponja y Dora, la exploradora. El micrositio de Isa TKM también incrementó el tráfico de Mundonick.com, convirtiéndolo en uno de los principales sitios web infantiles en América Latina. Con tales resultados, Nickelodeon y Sony decidieron producir 25 capítulos adicionales a los 75 que habían planeado, y finalmente se llegó a los 105. Asimismo, en noviembre de 2008 se emitió un maratón de quince horas de la serie a favor de satisfacer la demanda de su audiencia. En noviembre de ese año le siguió un segundo maratón de treinta horas, a raíz del éxito del primero. Cuando la emisión original llegó a su fin, Nickelodeon inició la primera retransmisión de los episodios el 4 de mayo de 2009.
Con el lanzamiento de la banda sonora del programa a inicios de 2009, el reparto de la serie comenzó una extensa gira promocional que convocó a miles de fanáticos alrededor de América Latina. En Caracas se documentó la primera muestra pública del éxito de la serie; más de dos mil personas se congregaron desde muy temprano en el centro comercial San Ignacio para obtener un autógrafo de los actores principales —lo que requirió la presencia de las autoridades municipales—, y más de 700 copias del álbum se agotaron en aproximadamente una hora. En varios medios, este fenómeno fue denominado como «la Isamanía». La serie también estableció una audiencia en Estados Unidos, donde se emitió subtitulada a través del canal bilingüe MTV Tr3s, el cual incrementó su audiencia en el rango de «mujeres hispanas» de 12 a 17 años durante el horario de la serie. Paula Perim, de la revista para padres Crescer, analizó el éxito del programa en Brasil (donde Isa TKM lideró la audiencia infantil durante varios meses) a través del fanatismo de sus hijas, concluyendo que la idea de un «mundo globalizado» se había adaptado a la vida de los niños a través de programas multiculturales: «Nacieron en él, con el derecho de conectarse y leer sobre sus actores favoritos [...] y es sorprendente lo que obtienen de él». No obstante, añadió que «vivir solo dentro de ese mundo no ayuda en la combinación cultural que debemos presentar a los niños», y que en este sentido «lo más importante es el equilibrio». Mientras tanto, Alexis Ortiz del diario venezolano El Nacional opinó que Isa TKM y otras series similares «parecen más para adolescentes que para niñas».
Por su parte, Isa TK+ destacó como en el programa número uno en la demografía de niños de 7 a 12 años durante su transmisión en Nickelodeon Brasil en 2010. También fue el segundo programa más visto por niños de 4 a 11 años y el número uno de la televisión por suscripción de ese país. Si bien los actores comentaron que la serie podía extenderse con una tercera temporada o una película, y que los comentarios que recibían de sus seguidores alentaba esta posibilidad, ninguna de estas llegó a producirse. No obstante, el éxito de ambas temporadas fue un punto de partida para Nickelodeon Latinoamérica, que continuó apostándole al formato de telenovela juvenil. En 2011, Mariela Romero escribió Grachi para la cadena, y en 2016 se estrenó Yo soy Franky, también protagonizada por María Gabriela de Faría.

## Premios y nominaciones
| Año  | Premiación                | Categoría                                   | Nominado                                   | Resultado |
| ---- | ------------------------- | ------------------------------------------- | ------------------------------------------ | --------- |
| 2009 | Meus Prêmios Nick         | «Actor favorito»                            | Reinaldo Zavarce                           | Ganador   |
| 2009 | Meus Prêmios Nick         | «Chico del año»                             | Reinaldo Zavarce                           | Nominado  |
| 2009 | Meus Prêmios Nick         | «Chica del año»                             | María Gabriela de Faría                    | Nominada  |
| 2009 | Meus Prêmios Nick         | «Actriz favorita»                           | Micaela Castellotti                        | Nominada  |
| 2009 | Meus Prêmios Nick         | «Programa de TV favorito»                   | Isa TKM                                    | Nominados |
| 2010 | Kids Choice Awards México | «Personaje femenino favorito de una serie»  | María Gabriela de Faría                    | Ganadora  |
| 2010 | Kids Choice Awards México | «Personaje masculino favorito de una serie» | Reinaldo Zavarce                           | Ganador   |
| 2010 | Kids Choice Awards México | «Look favorito»                             | María Gabriela de Faría                    | Nominada  |
| 2010 | Kids Choice Awards México | «Villano favorito»                          | Milena Torres                              | Nominada  |
| 2010 | Kids Choice Awards México | «Programa favorito»                         | Isa TK+                                    | Nominados |
| 2010 | Meus Prêmios Nick         | «Actriz favorita»                           | María Gabriela de Faría                    | Ganadora  |
| 2010 | Meus Prêmios Nick         | «Pareja del año»                            | María Gabriela de Faría y Reinaldo Zavarce | Nominados |
| 2010 | Meus Prêmios Nick         | «Chico del año»                             | Ricardo Abarca                             | Nominados |
| 2010 | Meus Prêmios Nick         | «Programa de TV favorito»                   | Isa TK+                                    | Nominados |
| 2019 | Meus Prêmios Nick 2019    | «Slime épico de los veinte años de MPN»     | Isa TKM                                    | Ganador   |